# كوماموناسية غوانغدونغينية
كوماموناسية غوانغدونغينية (الاسم العلمي: Comamonas guangdongensis) هي نوع من البكتيريا، سلبية الغرام، تتبع جنس الكوماموناسية.